# Suphisellus tenuicornis
Suphisellus tenuicornis is een keversoort uit de familie diksprietwaterkevers (Noteridae). De wetenschappelijke naam van de soort werd in 1863 gepubliceerd door Auguste Chevrolat.